# Groruddalen

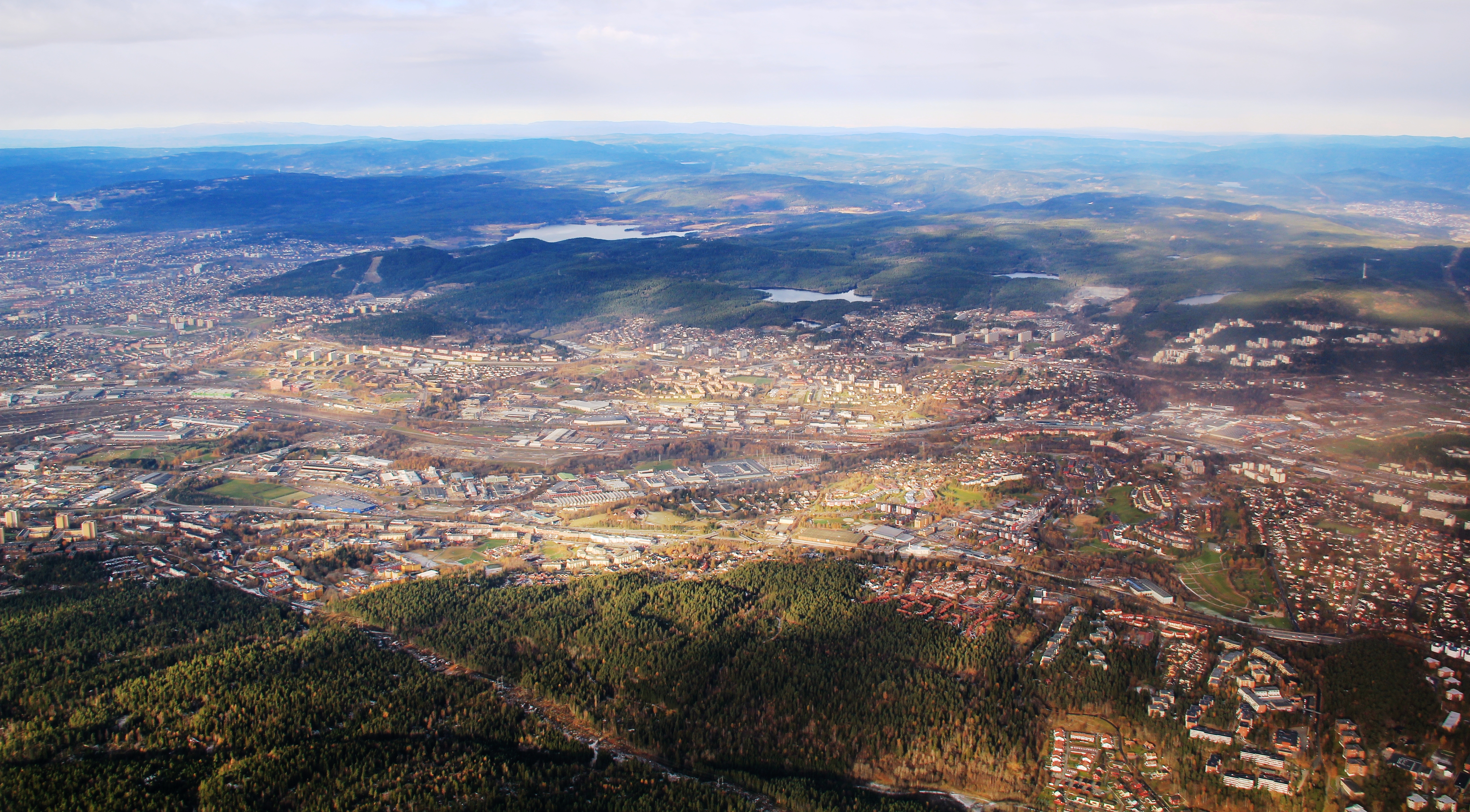
Groruddalen, 2010

Groruddalen ist ein Name, der für die Stadtteile im Nordosten der norwegischen Hauptstadt Oslo verwendet wird. Die Gegend ist von Trabantenstädten geprägt, die ab 1950 entstanden.

## Name
Ursprünglich wurde mit Groruddalen nur das Tal zwischen dem Alnsjøen und Bryn, durch das die Alna fließt, bezeichnet. Das heute Groruddalen genannte Gebiet wurde zu dieser Zeit noch als Akersdalen bezeichnet. Im Jahr 1950 tauchte der Name erstmals in Dokumenten der Kommune für ein größeres Gebiet auf. In den 1960er-Jahren wurde der Name schließlich mit seiner neuen Bedeutung gebräuchlich.

## Lage
Groruddalen setzt sich weitgehend aus den Stadtteilen Alna, Bjerke, Grorud und Stovner zusammen, wobei aber vor allem die Westgrenze eher einer gedachten Linie entspricht. Die vier Stadtteile machen den Nordosten des innerhalb der Kommune Oslo gelegenen Stadtgebiets aus. Im Norden, Osten und Süden ist das Gebiet weitgehend durch die Marka, das nahezu unbewohnte Waldgebiet, das Oslo umgibt, begrenzt. Lediglich im Südosten setzt sich der Tettsted Oslo, also das Stadtgebiet Oslos, in der Nachbarkommune Lørenskog fort.
| Karte | Nr. | Stadtteil | Einwohner (2024) | Fläche (km²) |
| ----- | --- | --------- | ---------------- | ------------ |
|       | 09  | Bjerke    | 36.460           | 7,95         |
|       | 10  | Grorud    | 28.065           | 7,04         |
|       | 11  | Stovner   | 34.158           | 8,25         |
|       | 12  | Alna      | 50.378           | 13,69        |

## Geschichte
Zwischen 1050 und 1350 wurden die Waldgebiete im heutigen Groruddalen für die dortigen Höfe gerodet. Das Areal war durch einen großen Lehm- und Erdrutsch vor rund 8300 Jahren zu einem agrarischen Gunstraum geworden. Nach dem Schwarzen Tod, der in Norwegen von 1349 bis 1350 seinen Höhepunkt fand, wurden viele Höfe lange nicht bewirtschaftet. Erst im 16. Jahrhundert wurde die landwirtschaftliche Tätigkeit in der Region wieder verstärkt aufgenommen. Im 17. Jahrhundert entstanden kleinere Industriebetriebe, unter anderem Sägewerke entlang der Alna. Ab etwa 1700 nahm die Bedeutung des Bergbaus zu. Dabei spielte insbesondere der Abbau von Granit eine größere Rolle, der durch den Bedarf im nahegelegenen Oslo begünstigt wurde. Im Jahr 1854 wurde der Bau der Hovedbanen, der ersten Eisenbahnstrecke Norwegens, abgeschlossen. Die Bahnlinie führte von Oslo aus durch das heutige Gebiet Richtung Eidsvoll und brachte einen weiteren wirtschaftlichen Aufschwung in die Region. In den 1860er-Jahren wurden Fabriken wie die Streichholzfabrik Nylands Tændstikfabrik und die Textilfabrik Grorud Klædesfabrik gegründet.
Mit dem Ausbau der Industrie stieg auch die Zahl der Wohnungen in der Region. Bis in die 1940er-Jahre beschränkte sich der Haus- und Wohnungsbau jedoch noch auf kleinere Bereiche und das restliche Areal wurde weiterhin landwirtschaftlich genutzt. In den 1950er-Jahren begann in Groruddalen sowie in Østensjø der Bau von Trabantenstädten. In den 1950er-Jahren entstanden so im Norden Flaen, Kalbakken, Veitvet und Grorud. Es folgten Ammerud sowie die weiter südlich gelegenen Siedlungen Tveita und Haugerud. In Ammerud und Tveita wurden in dieser Zeit Wohnblöcke mit Höhen von über 40 Metern und mit bis zu rund 250 Wohnungen gebaut. Später wurde vom Bau solcher großen Wohnblöcke abgesehen. In den 1970er- und 1980er-Jahren wurde das bebaute Gebiet weiter in den Norden und Osten ausgedehnt. Es entstanden in dieser Zeit die Stadtviertel Romsås, Vestli, Stovner, Ellingsrud, Furuset und Lindeberg. In vielen der neuen Trabanten- bzw. Satellitenstädte fehlten zu Beginn noch Schulen, Geschäfte und weitere Infrastruktur. Der Ausbau brachte mit sich, dass in den 1980er-Jahren schließlich mehr als ein Viertel der Einwohner Oslos in Groruddalen lebte.
Ab den 1990er-Jahren stieg der Anteil an Einwanderern und Kindern von Einwanderern stark an. Der Anteil liegt deutlich über dem Osloer Durchschnitt. In den beiden Stadtteilen Stovner und Alna wurde im Jahr 2014 erstmals ein Anteil von über 50 % erreicht. In Oslo lag der Schnitt zum gleichen Zeitpunkt bei 31,1 %. Stovner überschritt im Jahr 2022 erstmals die Marke von 60 %.

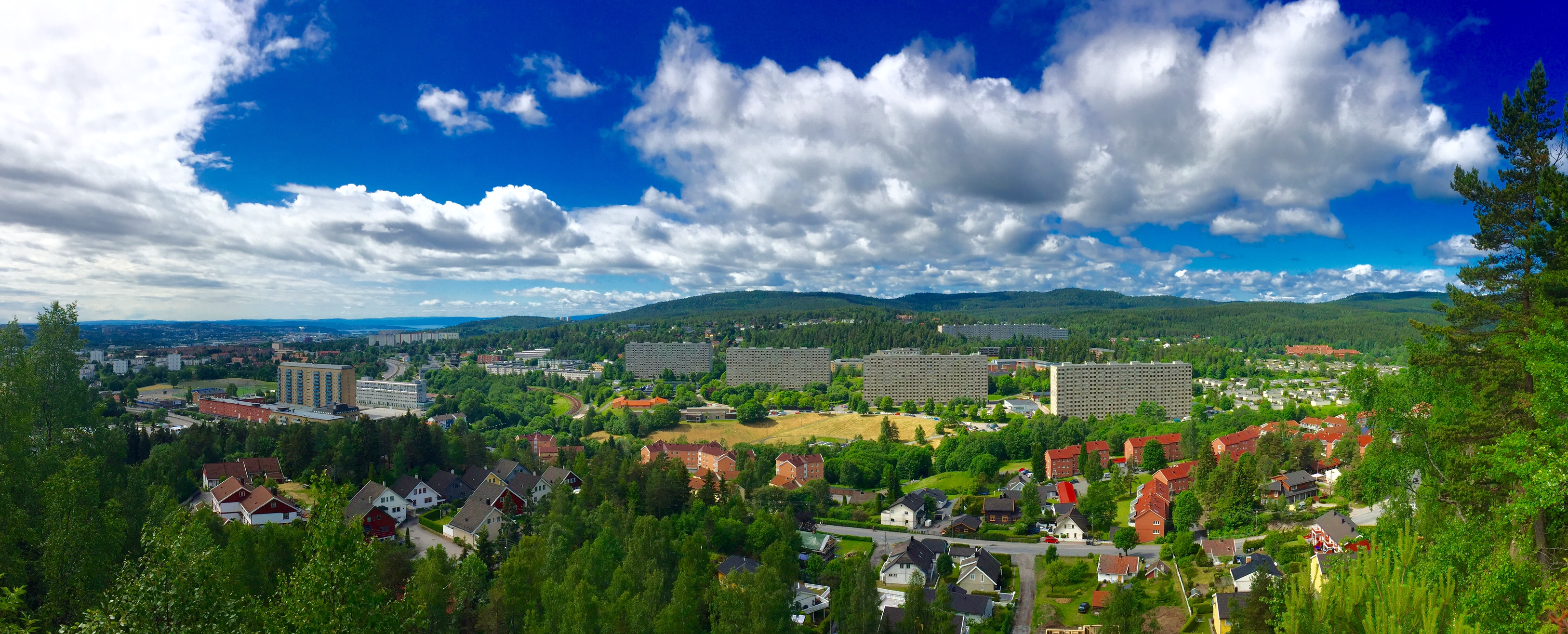
Häuser und Wohnblöcke in Ammerud
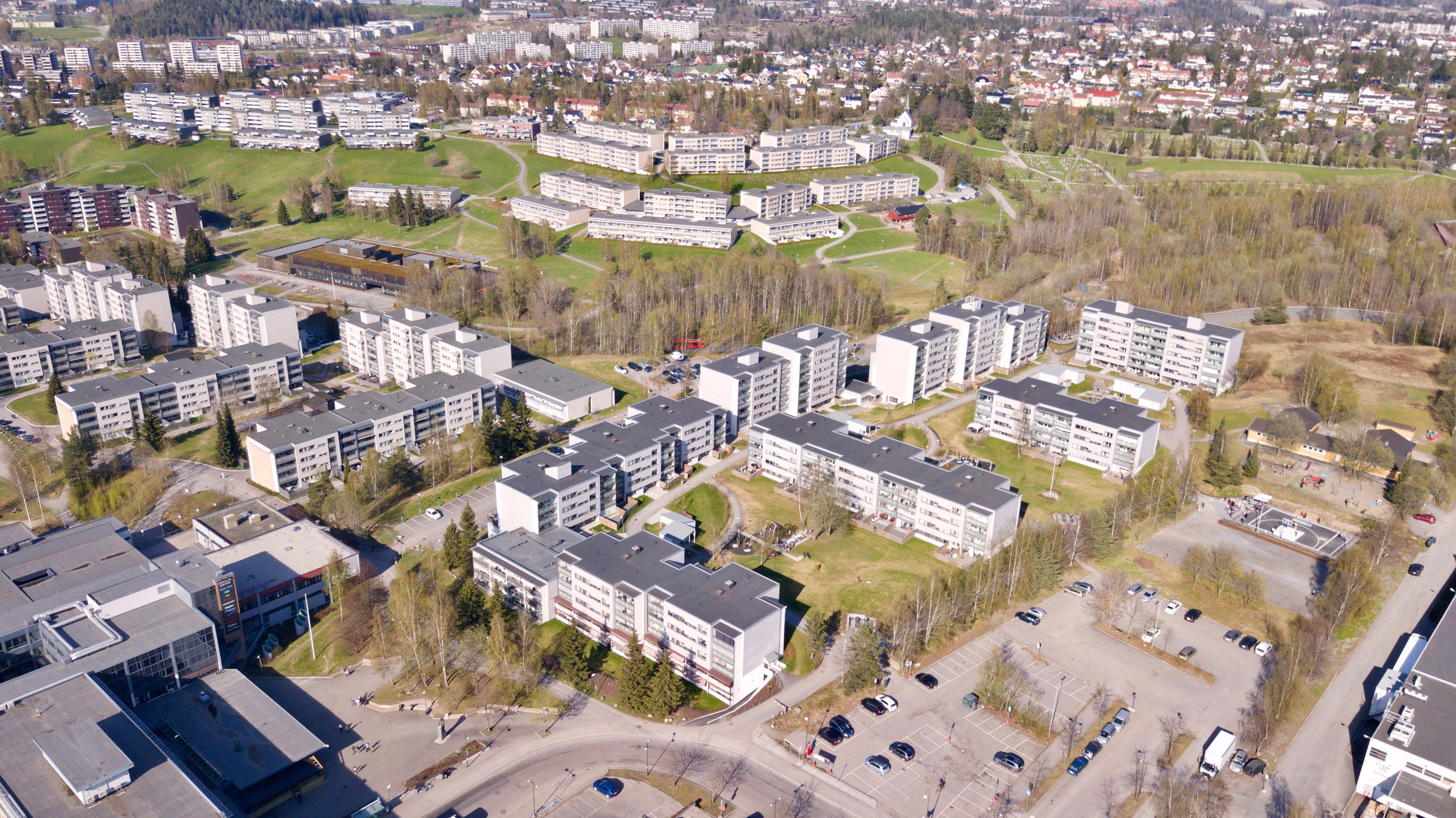
Wohnblöcke in Furuset